# Helsingborgs tingsrätt
Helsingborgs tingsrätt är en tingsrätt i Sverige, som har sitt säte i Helsingborg. Tingsrättens domkrets omfattar kommunerna Bjuv, Båstad, Helsingborg, Höganäs, Klippan, Perstorp, Åstorp, Ängelholm och Örkelljunga vilka tillsammans omfattar cirka 252 000 invånare. Tingsrätten med dess domkrets ingår i domkretsen för Hovrätten över Skåne och Blekinge.

## Administrativ historik
Vid tingsrättsreformen 1971 bildades denna tingsrätt i Helsingborg av häradsrätten för Luggude härad och Helsingborgs rådhusrätt som båda var placerade där. Domkretsen bildades från Luggude tingslag och domkretsen för Helsingborgs rådhusrätt. Från 1971 ingick områdena för Helsingborgs kommun, Höganäs kommun, Bjuvs kommun, Billesholms kommun och Ekeby kommun där Billesholms och Ekeby kommuner 1974 uppgick i Bjuvs kommun.
Tingsrättens domkrets utökades den 1 oktober 2001 med Ängelholms och Klippans domsagor. Rätten var till en början inhyst i Helsingborgs tingsrätts gamla lokaler på Söder mellan Järnvägsgatan och Kaliforniegatan med ett mindre kansli i Ängelholm. 2005 flyttade tingsrätten in i nyuppförda lokaler vid Konsul Perssons plats något söder om det gamla tingshuset och den 1 juli 2005 lades kansliet i Ängelholm ner.

## Verksamhet
Tingsrätten har 2012 cirka 90 anställda med omkring 20 domare. Verksamheten är fördelad på tre dömande avdelningar och en administrativ.

## Lagmän
- 1971–1978: Allan Persson
- 1978–1999: Johan Leche
- 1999–2007: Sigurd Heuman
- 2007–2009: Lennart Svensäter
- 2009–2021: Ylva Norling Jönsson
- 2021-: Lennart Johansson